# Pommard
 Pommard  es una población y comuna francesa, en la región de Borgoña, departamento de Côte-d'Or, en el distrito de Beaune y cantón de Beaune-Nord.

## Demografía
| 838 | 840 | 754 | 606 | 552 | 594 |
| Para los censos de 1962 a 1999 la población legal corresponde a la población sin duplicidades (Fuente: INSEE [Consultar]) |     |     |     |     |     |